# Hans Kohn
Hans Kohn (hebr. הַנְס כֹּהן, ur. 15 września 1891 w Pradze, zm. 1971 w Filadelfii) – żydowski filozof i historyk.
W swoich badaniach zajmował się m.in. nacjonalizmem i panslawizmem.

## Wybrane publikacje
- The idea of nationalism: a study in its origins and background (1944)
- Pan-Slavism: its history and ideology (1953)
- The Habsburg Empire, 1804-1918 (1961)
- Prelude to Nation-States: the French and German experience, 1789-1815 (1967)